# Mycalesis biformis
Mycalesis biformis är en fjärilsart som beskrevs av Rothschild 1915. Mycalesis biformis ingår i släktet Mycalesis och familjen praktfjärilar. Inga underarter finns listade i Catalogue of Life.